# SSC4D
SSC4D‏ (Scavenger receptor cysteine rich family member with 4 domains) هوَ بروتين يُشَفر بواسطة جين SSC4D في الإنسان.